# 梅克伦堡大区
梅克伦堡大区（德语：Gau Mecklenburg），於1925年3月22日成立时名为梅克伦堡-吕贝克大区（德语：Gau Mecklenburg-Lübeck），1937年3月31日在吕贝克自由市被并入到石勒苏益格-荷尔斯泰因大区（Gau Schleswig-Holstein）后更名為梅克伦堡大区。它是1933年至1945年納粹德國的一个行政區劃，来自前梅克倫堡-施特雷利茨自由州和梅克倫堡-什未林自由州在此之前，從1925年到1933年，这是納粹黨在該地區的區域細分。